# Nicolas Paquet (documentariste)
Pour les articles homonymes, voir Paquet et Nicolas Paquet.
Nicolas Paquet, né le 10 janvier 1977 à Québec (Canada), est un documentariste et producteur canadien basé dans la région du Bas-Saint-Laurent. Il est cofondateur de la maison de production franC doc.

## Biographie
Cinéaste indépendant, Nicolas Paquet fait sa maîtrise en philosophie politique à l'Université du Québec à Montréal (UQAM). Son mémoire traite de la question de la résurgence indigène. Les grands sujets de réflexion du cinéaste se concentrent sur la communauté, le territoire rural, la perte et l’injustice, des réalités fondées sur une recherche de sincérité.
À 26 ans, il fonde avec Karina Soucy la maison de production franC doc à Saint-Alexandre de Kamouraska. Il endosse le rôle de producteur pour les premières productions. En 2005, il produit Verdoyant pure laine, en 2007, À beau venir qui part de loin et, en 2009, le documentaire collectif TER, dans le cadre de sa collaboration avec l'organisme Paraloeil. Ces deux premières réalisations sont assurées par Karina Soucy, alors que TER est réalisé par Pascale Ferland, Thomy Laporte, Guillaume Lévesque et Karina Soucy.
En 2009, Nicolas Paquet réalise son premier documentaire L'âme d'un lieu, un portrait de Marcel Caron, le boulanger de la rue Lafontaine à Rivière-du-Loup. Il réalise en 2011 son premier long métrage documentaire, intitulé La règle d’or. Ce documentaire dévoile les impacts de l'arrivée de la société minière Osisko installée dans la ville de Malartic en Abitibi-Témiscamingue.
En 2014, Nicolas Paquet réalise le long métrage Ceux comme la terre qui sera présenté aux Rencontres internationales du documentaire de Montréal (RIDM) et dans une dizaine de villes au Canada. Le film a été salué par la critique et a bénéficié d’une couverture médiatique importante. Avec ce film, le cinéaste nous fait découvrir les Dénés, peuple autochtone du Canada, en leur donnant la parole et par l'immersion dans leur communauté et leur quotidien. «Il faut aller à la rencontre des peuples autochtones, que ça soit au cinéma, dans les livres ou quand on voyage à travers le Québec et le Canada, pour être capable de se faire sa propre idée et de se créer sa propre image de qui ils sont, et ne pas simplement aller regarder des faits divers dans des médias de masse.» – Nicolas Paquet.
Les productions qui suivent, Les sucriers (2015) et Esprit de cantine(2017) dépeignent les lieux emblématiques et pittoresques que sont la cabane à sucre et les stands à patate ouverts en saisons estivales, tandis que Chef.fe.s de brousse (2019) donne la voix à trois chefs réputés du Bas-Saint-Laurent, dont Colombe St-Pierre. Ces trois productions sont principalement réalisées dans les régions du Bas-Saint-Laurent et de la Côte-Nord, au Québec.
En 2021, Nicolas Paquet tourne son cinquième long métrage au Bic (district de la ville de Rimouski), L'acte de la beauté. Ce documentaire révèle l'univers du philosophe, écrivain et philosophe Jean Bédard et de la ferme communautaire, Sageterre, ferme collective qu'il a fondée en 2004 avec sa conjointe Marie-Hélène Langlais.

### Implication dans le milieu
En 2008, avec Karina Soucy et Pierre Lesage, ils jettent les bases d'une formation en cinéma, qui deviendra l'École des Métiers du Cinéma et de la Vidéo (ÉMCV) de Rivière-du-Loup. C'est avec la complicité d'André Gobeil, alors directeur du département de la formation continue au Cégep de Rivière-du-Loup, qu'ils mettent en place la formation qui comprend trois volets : réalisation, montage et Web.
Impliqué dans la mise sur pied du festival de film Vues dans la tête de... de Rivière-du-Loup, Nicolas Paquet assure la présidence du conseil d'administration de 2012 à 2015.
Nicolas Paquet fait également partie des membres fondateurs qui mettent sur pied la Table de Concertation Interrégional en Cinéma (TaCIC) qui a comme mission la décentralisation du milieu cinématographique au Québec. En 2021, la TaCIC publie dans la revue de cinéma Séquences un manifeste sur sa vision de la diversité territoriale du cinéma québécois,.

## Filmographie

### En tant que producteur
- 2005 : Verdoyant pure laine (réalisation de Karine Soucy)
- 2007 : À beau venir qui part de loin (réalisation de Karine Soucy)
- 2009 : TER (coréalisation avec Pascale Ferland, Thomy Laporte, Guillaume Lévesque et Karine Soucy)

### En tant que réalisateur
- 2009 : L'âme d'un lieu
- 2011 : La règle d'or
- 2014 : Ceux comme la terre[16]
- 2015 : Les sucriers[17]
- 2017 : Esprit de cantine[18]
- 2019 : Chef.fe.s de brousse[19]
- 2020 : Buttes (ONF) (coréalisation avec Tom Jacques) [20]
- 2020 : Chronique du bout de mon rang[21] (ONF)
- 2021 : L'acte de la beauté[22]
- 2023 : Caches[23],[24]
- 2024 : Malartic[25],[26]